# Deromfjellet
Deromfjellet är ett berg i Antarktis. Det ligger i Östantarktis. Norge gör anspråk på området. Toppen på Deromfjellet är 2 511 meter över havet.
Terrängen runt Deromfjellet är varierad. Trakten är obefolkad. Det finns inga samhällen i närheten.